# Planinski ružmarin
Planinski ružmarin (lat. Andromeda), monotipski biljni rod u porodici vrjesovki. Jedina priznata vrsta je A. polifolia, hrvatski nazivana divlji ružmarin, andromeda, ružmarinka i vazdazelen. To je manji grmić koji naraste do 20 centimatara visine, a rasprostranjen je po Europi, Aziji i Sjevernoj Americi. Ime roda dolazi po djevojci iz grčkog mita.
Ima golu uspravnu stabljku, slabo razgranatu. Cvjetovi su zvonoliki, bijeli ili rozi, listovi lancetasti, naizmjenični i kožasti. Cvate od svibnja do kolovoza. I cvjetovi i listovi su otrovni (andromedotoksin). Stanište su joj cretovi i močvare.

## Podvrste
1. Andromeda polifolia var. glaucophylla (Link) DC.
2. Andromeda polifolia var. jamesiana (Lepage) B.Boivin

## Sinonimi
- Andromeda americana hort. ex DC.
- Andromeda glaucifolia Wender.
- Andromeda grandiflora Steud.
- Andromeda myrifica A.Pabrez ex Hryn.
- Andromeda polifolia f. acerosa C.Hartm.
- Andromeda polifolia var. angustifolia Aiton
- Andromeda polifolia var. grandiflora G.Lodd.
- Andromeda polifolia f. humilisgracilis Kurz
- Andromeda polifolia var. latifolia Pall.
- Andromeda polifolia var. media Aiton
- Andromeda polifolia var. minima G.Don
- Andromeda polifolia subsp. pumila V.M. Vinogradova
- Andromeda polifolia var. pusilla Pall. ex E.A.Busch
- Andromeda polifolia var. subulata G.Don
- Andromeda rosmarinifolia Pursh
- Andromeda secunda Moench
- Leucothoe secunda (Moench) DC.
- Polifolia montana var. latifolia (Aiton) Nakai
- Rhododendron polifolium (L.) Scop.

## Galerija
- ilustracija
- A. polifolia
- A. polifolia

## Vanjske poveznice
|  | Zajednički poslužitelj ima još gradiva o temi Andromeda polifolia |
|  | Wikivrste imaju podatke o taksonu Andromeda polifolia             |